# オンラインストレージ
オンラインストレージ（英: online storage）、クラウドストレージ（英: cloud storage）、ファイル・ホスティング（英: file hosting）とは、ユーザーに貸し出したサーバーマシンのディスクスペースにファイルをアップロードすることでインターネット上でファイルを共有するサービスである。クラウドコンピューティングの語が一般的になるのとほぼ同時期にクラウドストレージとしても呼ばれるようになった。一般的には各ユーザーごとに個別にパスワードが与えられ、異なるユーザーのファイルには原則としてアクセスできないが、必要に応じて他人に公開できる機能を備えているものもある。

## 概要
主な用途は以下の通りである。
- リムーバブルメディアの代替 - 自宅で作成したファイルをこのオンラインストレージにアップロードし、会社でダウンロードして作業を再開するなどの利用方法である。
- バックアップ - 特に有料のサーバーはメンテナンスが行き届いていることが期待でき、バックアップ先としての信頼性が高い。オンラインのバックアップに特化したサービスも多く提供されている。en:Comparison of online backup servicesを参照。
- ファイル転送 - 「ファイル転送サービス」とも。電子メール受配信時の容量制限を超えるファイルの受け渡しのために使う。企業コンプライアンスやセキュリティなどの問題から、無償サービスの利用を禁止する法人も多い。
- 共有ディスク - グループで作業するため共有で使用するストレージ。

利用方法としては、ウェブブラウザでストレージサービスのウェブサイトにアクセスし、アップロードやダウンロードなどの作業を行う。またブラウザよりも利便性を高めたクライアントアプリケーションを用意している場合もある。
クライアントによってはローカルの特定フォルダと同期を行うことが出来るものも存在し、俗に「クラウドサービス」などと呼ばれるものの多くがこれである。
オンラインストレージに似たサービスにアップローダーがある。機能的には電子掲示板に近く、自分のファイルを公開することを目的としたものである。アップローダーにアップロードしたファイルは原則として誰でも見ることができる。

## 主なサービス
代表例
- Box (企業)（英語版）
- Dropbox
- Google ドライブ
- Microsoft OneDrive
- Apple  iCloud